# Marcus Nonius Macrinus

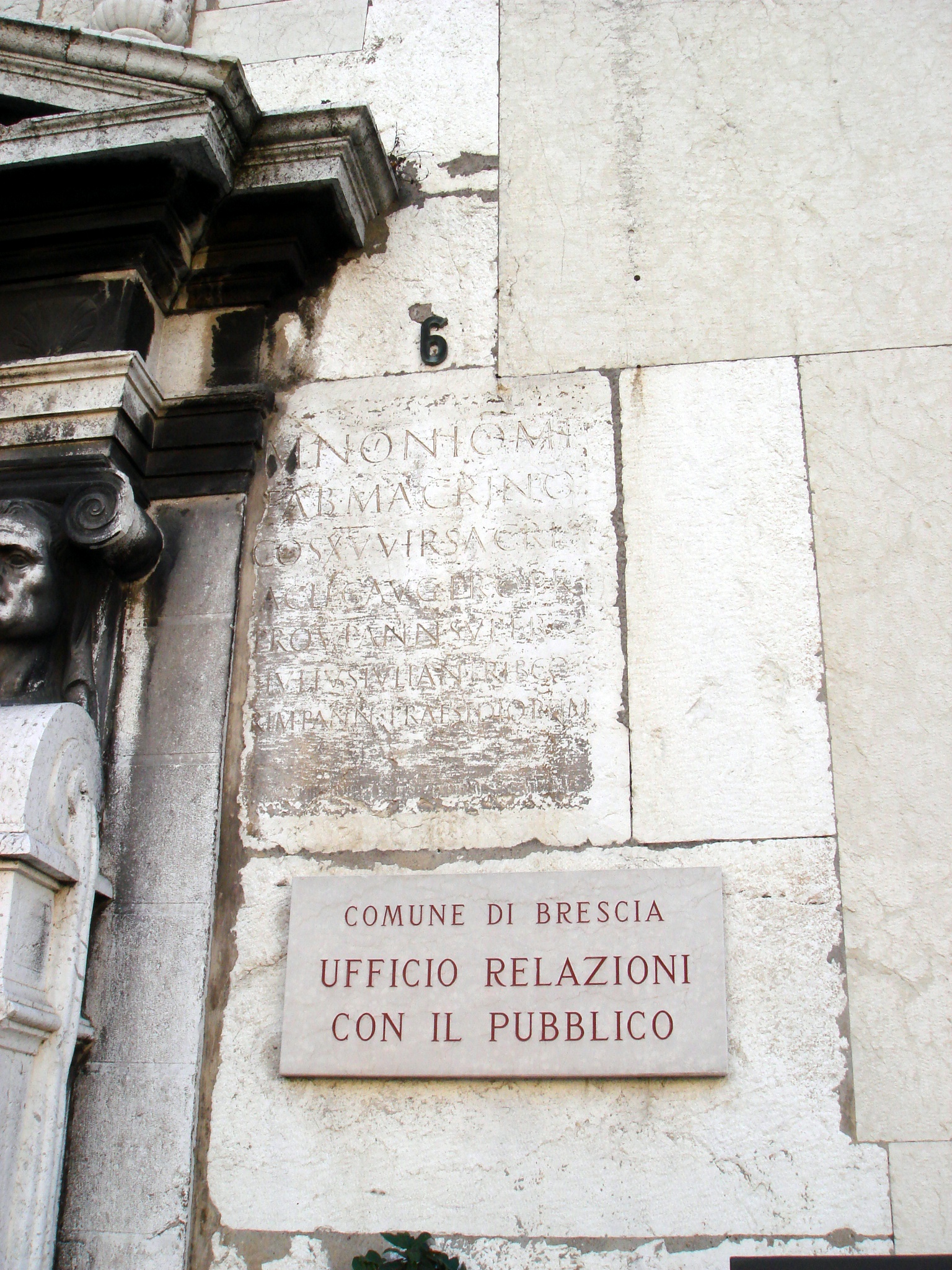
Die Inschrift

Marcus Nonius Macrinus war ein römischer Senator des 2. Jahrhunderts n. Chr. und Suffektkonsul im Jahr 154.
Verschiedene Inschriften deuten darauf, dass Nonius Macrinus aus dem oberitalienischen Brescia stammte. Seine senatorische Karriere ist aus einer Inschrift bekannt, die sich auf der Basis einer Statue befand, die ihm auf der Agora im kleinasiatischen Ephesos aufgestellt wurde. Demnach war er Decemvir stlitibus iudicandis, Militärtribun einer Legion, Quästor, Legat in der Provinz Asia, Volkstribun, Prätor, Legat der Legio XIV, Suffektkonsul im Jahr 154 n. Chr. und curator Tiberis et alveorum. Durch Militärdiplome ist belegt, dass er am 5. September 152 Statthalter der Provinz Pannonia inferior war; seine Amtszeit in der Provinz dürfte von 151 bis 153 gedauert haben. Weitere Diplome, die auf den 21. Juni 159 sowie den 8. Februar 161 datiert werden können, belegen ihn als Statthalter der Provinz Pannonia superior. Anschließend war Nonius Macrinus Legat und militärischer Begleiter (comes) des Kaisers Mark Aurel während der Markomannenkriege (166–180) und Priester des vergöttlichten Lucius Verus. Im Amtsjahr 170/171 war er Prokonsul der Provinz Asia, wo ihm aufgrund nicht näher bezeichneter Verdienste die Statue in Ephesos aufgestellt wurde. Außer dem Kultkollegium für den verstorbenen Kaiser Verus, in das er als ein amicus des Kaisers aufgenommen wurde, gehörte er auch den Quindecimviri sacris faciundis an.
Im Jahr 2008 ist bei Ausgrabungen im Norden Roms an der Via Flaminia das Grab des Nonius Macrinus gefunden worden; die fragmentarisch erhaltene Grabinschrift nennt einige der bereits aus der ephesischen Inschrift bekannten Ämter. Er war verheiratet mit einer Arria. Sein Sohn Marcus Nonius Arrius Mucianus Manlius Carbo war vermutlich Suffektkonsul unter Commodus, sein Enkel Marcus Nonius Arrius Mucianus ordentlicher Konsul im Jahr 201.